# Milán-San Remo 1940
La Milán-San Remo 1940 fue la 33.ª edición de la Milán-San Remo. La carrera se disputó el 19 de marzo de 1940. El vencedor final el italiano Gino Bartali, que conseguía la segunda de las cuatro victorias que ganó en esta carrera. 

## Clasificación final
| Posición | Ciclista         | Equipo            | Tiempo     |
| -------- | ---------------- | ----------------- | ---------- |
| 1        | Gino Bartali     | Legnano           | 7h 44' 00" |
| 2        | Pietro Rimoldi   | Olympia           | m. t.      |
| 3        | Aldo Bini        | Bianchi           | m. t.      |
| 4        | Ruggero Moro     | Binda             | m. t.      |
| 5        | Oreste Sartori   | Binda             | m. t.      |
| 6        | Salvatore Crippa | Gerbi             | m. t.      |
| 7        | Enrico Bolis     | -                 | m. t.      |
| 8        | Attilio Masarati | -                 | m. t.      |
| 9        | Renzo Silvestri  | -                 | m. t.      |
| 10       | Guerrino Amadori | Battisti-Aquilano | m. t.      |